# Wizet
Wizet是位於南韓首爾的遊戲公司，屬於NEXON旗下子公司；重要開發遊戲為《新楓之谷》。公司服務範圍包含日本、中國大陆、臺灣、泰國、美國和歐洲。

## 歷史
Wizet起初是家小公司，其志向在開發網路大型多人線上遊戲。以總公司NEXON的資金開發熱門網路遊戲《新楓之谷》。最終由NEXON收购了Wizet。